# Ericeroides zaitzevi
Ericeroides zaitzevi är en insektsart som beskrevs av Danzig 1990. Ericeroides zaitzevi ingår i släktet Ericeroides och familjen skålsköldlöss.
Artens utbredningsområde är Vietnam. Inga underarter finns listade i Catalogue of Life.